# Ivonne Chacón
Ivonne Chacón (* 12. Oktober 1997 in Bogota) ist eine kolumbianische Fußballspielerin.

## Karriere

### Vereine
Anfang 2020 wechselte sie von Atlético Huila zu Independiente Santa Fe. Von dort aus ging es für sie dann Mitte Februar 2022 noch einmal weiter zum Millonarios FC, bevor sie im August 2022 dann nach Europa ging, wo sie sich in Spanien dem FC Valencia anschloss.

### Nationalmannschaft
Ihr erstes bekanntes Spiel für die kolumbianische A-Nationalmannschaft hatte sie am 3. September 2022, wo sie bei einem 1:0-Freundschaftsspielsieg über Costa Rica zur zweiten Halbzeit für Manuela Paví eingewechselt wurde. Zudem sah sie dann auch noch in der 90. Minute gleich den gelben Karton. In den folgenden Monaten kam sie dann hin und wieder bei weiteren Freundschaftsspielen zum Einsatz. Schlussendlich wurde sie auch für den Kader bei der Weltmeisterschaft 2023 nominiert. Dort erhielt sie dann Einsatzzeit im letzten Gruppenspiel gegen Marokko und bei der Viertelfinalpartie gegen England.